# چشمه (دوشان)

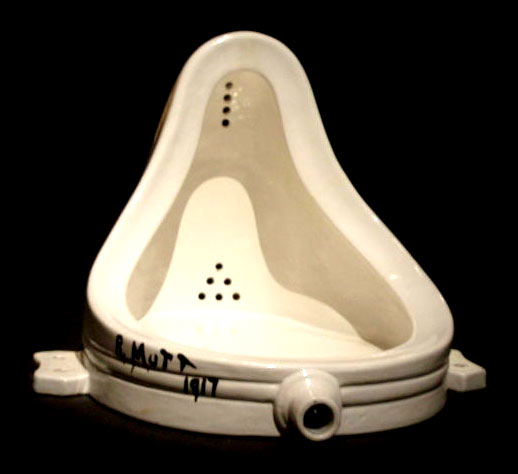
چشمه یا فواره، اثر مارسل دوشان

چشمه یا فواره (به انگلیسی: Fountain) یکی از آثار مارسل دوشان هنرمند فرانسوی و پایه‌گذار هنر شوک است که آن را در سال ۱۹۱۷ ساخت. این اثر از آثاری است که دوشان آن‌ها را «حاضرآماده‌ها» می‌نامید. او در آثار دیگرش از وسایل آماده (دم‌دستی) استفاده کرده بود و در این مورد از یک پیشابگاه (توالت سرپایی) بهره برد و آن را با امضای R. Mutt برای نمایش عرضه کرد. این اثر در هنر قرن بیستم یک نقطهٔ عطف به‌شمار می‌رود و از آثار شاخص هنر مفهومی شناخته می‌شود.

## «هنرِ تطهیرِ فاضلاب»؛ از شوخی تا واقعیت
روزی که مارسل دوشان، هنرمندِ آوانگاردِ قرن بیستمی، بنای جدیدی از هنر را عرضه می‌کرد و از پیشابگاه و توالت آثار هنری می‌ساخت، جان کِیج، آهنگساز نامدار قرن بیستمی، داشت قطعهٔ ۴:۳۳ را اجرا می‌کرد و حضار هم او را تشویق می‌کردند! در همان اوان، سروصدای دیگری از هنرمندی به نام اندی وارهول به گوش می‌رسید که قوطی‌های کنسرو را دست‌مایهٔ کار هنری‌اش کرده بود و منتقدانی نیز پیدا شده بودند که تفسیرهای درشت و قلنبه‌سلنبه بر آن می‌نوشتند. این شبه‌منتقدان و مفسرانِ ریاکار، برای کاغذ خالی هم ممکن بود ایستاده کف بزنند و آن را شایستهٔ نوبل ادبیات معرفی کنند! آری، چنین چیزی ممکن بود، آن‌هم زمانی که ممکن است یک آهنگساز بدون آنکه چیزی نواخته شود، تشویق گردد، و هنرمندانی برای ساختن پیشابگاه و به نمایش درآوردن قوطی کنسرو، مخاطبان و مفسرانی پیدا کنند! زمانهٔ ما، زمانهٔ «دوزوکلک‌بازی» است که عده‌ای برپا مشغول تماشای آن‌اند و کمتر به تحلیل می‌پردازند و فکرشده قضاوت می‌کنند. آری، ما یا تشویق می‌کنیم یا به‌کلی نفی می‌کنیم؛ این موضوعی نیست که تنها عده‌ای خاص از جوامع درگیرش باشند. اگر با تابلوهایی که بر روی آن‌ها نوشته شده است «هیچ» طرف باشید، موضوع را دیگر تنها در اروپا پیدا نخواهید کرد، بلکه می‌بینید که دمِ درِ خانه‌تان، عده‌ای ایستاده بر طبلِ «هیچ»ها می‌کوبند و عده‌ای هم تشویق می‌کنند، «رنگ می‌پاشند»، و به نام هنر پسامدرن می‌فروشند! به نظرم ما بیش از هر زمانی می‌خواهیم جای «سراب» را با واقعیت عوض کنیم؛ ما خوش داریم «سراب» ببینیم نه خودِ آب را؛ چرا که «آب» در سرزمین ما کمیاب است! برای یافتن آن باید چند ده متر چاه کَند و قنات ساخت یا دو سه ماه در سال منتظر باران بود. برای یافتن آب باید زحمت کشید و به‌سختی آن را نگه داشت! اما، ما بخش زحمتِ آن را نادیده می‌گیریم و به آب نرسیده، سراب را برمی‌گزینیم و در توهم خود غرق می‌شویم. ما آخرین تلاش‌های خود را برای نوآوری به کار می‌گیریم و در نهایت به آب نرسیده «سراب» را برمی‌گزینیم….